# 타림강

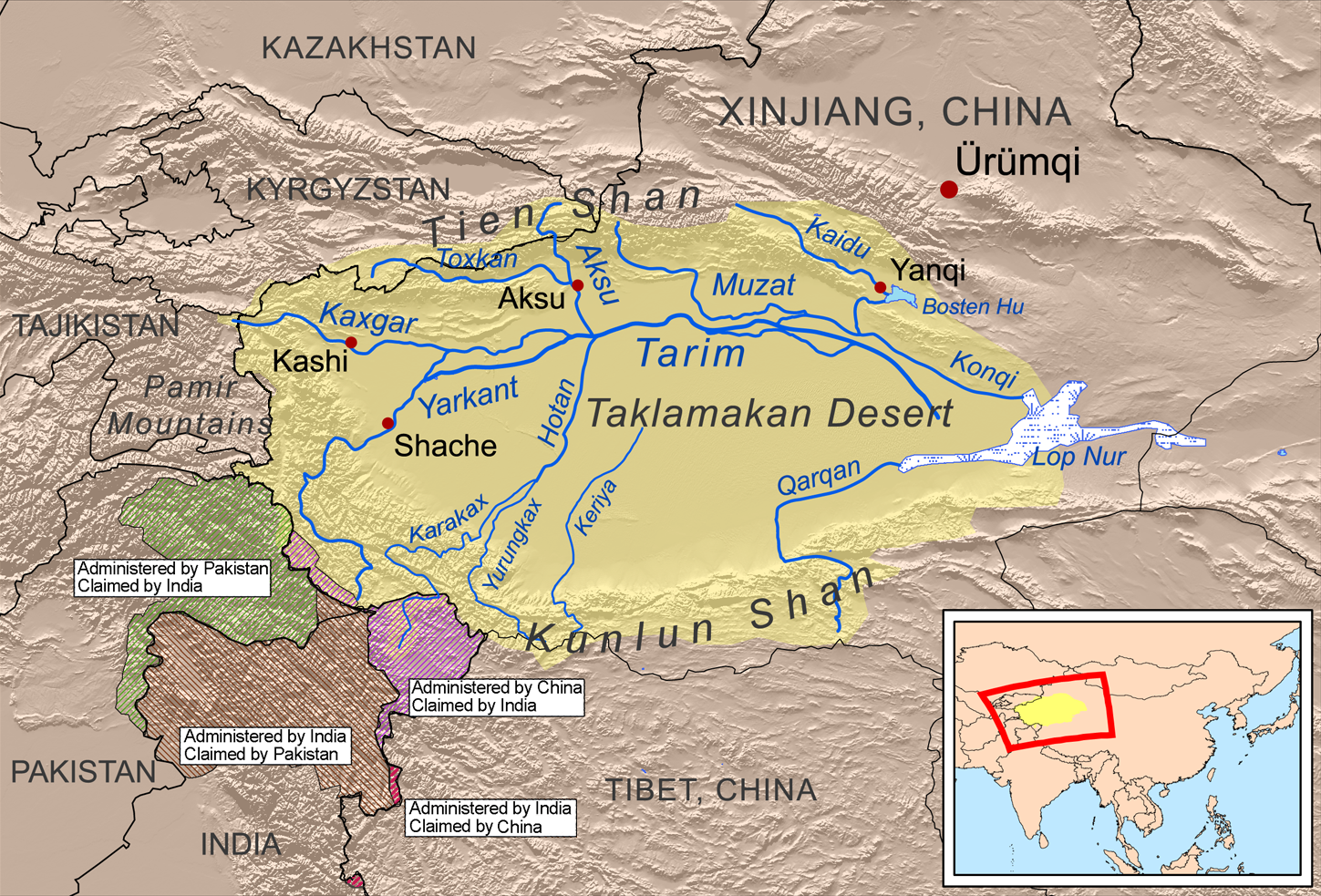
타림 강 유역의 지도

타림강(중국어: 塔里木河, 병음: Tǎlǐmù Hé 타리무 강[*], 위구르어: تارىم دەرياسى)은 신장 웨이우얼 자치구를 흘러가는 강이다.
길이는 2,179km이며, 아커쑤 강과 예얼창 강(아르칸드 강)에서 발원한 다음, 타클라마칸 사막으로 들어간다.

## 같이 보기
- 중화인민공화국의 지리